# Schaler Aa
Die Schaler Aa ist ein linksseitiger Zufluss der Großen Aa.
Sie entspringt im Südosten der Ankumer Höhe östlich des Ortes Merzen. Im Oberlauf wird sie Weeser Aa genannt. Ab der Grenze zum Hopstener Ortsteil Halverde ändert sich der Name zur Halverder Aa. Vor dem Ort passiert sie die Öl- und Kornmühle Overmeyer. Sie ist eine der letzten erhaltenen Doppelmühlen in Westfalen. Nach Durchfließen des Ortes Halverde schlängelt sie sich den Halverder Tannen entlang Richtung Schale, wo sie sich mit der Wichholzer Aa vereinigt. Der hier Schaler Aa genannte Fluss mündet in Freren in die Große Aa.

## Öl- und Kornmühle Halverde

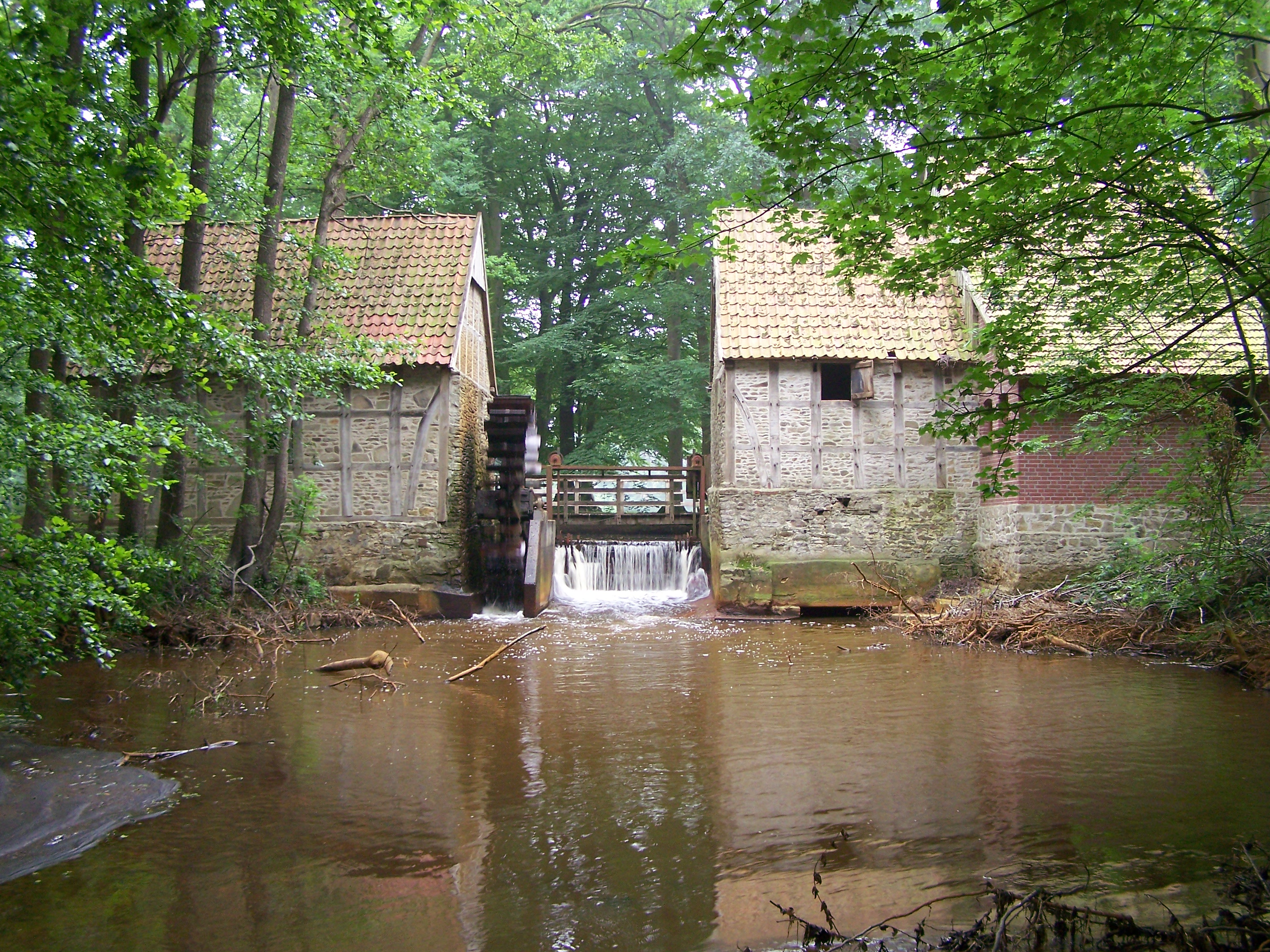
Öl- und Kornmühle in Halverde

Die Kornmühle in Flussrichtung links wird mit einer Kaplan-Turbine angetrieben. Das typische Mühlenrad ist schon vor vielen Jahren gegen diesen Antrieb ausgetauscht worden. Die Ölmühle wird noch immer mit einem Wasserrad angetrieben. Die Technik ist voll funktionsfähig und als Technikmuseum angelegt. Die Kornmühle befindet sich zurzeit in der Restaurationsphase. Ein Mühlenteich befindet sich im Oberwasser der Mühle. Über Umfluten kann Hochwasser seitlich an der Mühle vorbeigeführt werden.